# Holz-Erde-Kastell auf der Breitung in Weißenburg
Das Holz-Erde-Kastell auf der Breitung in Weißenburg, auch als Holzkastell Weißenburg bekannt, war ein römisches Militärlager, das nahe am Obergermanisch-Raetischen Limes, einem UNESCO-Weltkulturerbe, errichtet wurde und im Stadtgebiet von Weißenburg im mittelfränkischen Landkreis Weißenburg-Gunzenhausen liegt. Die Anlage befindet sich rund 1,60 Kilometer nordöstlich des Reiterkastells Weißenburg auf der Breitunger Flur.

## Lage und Forschungsgeschichte

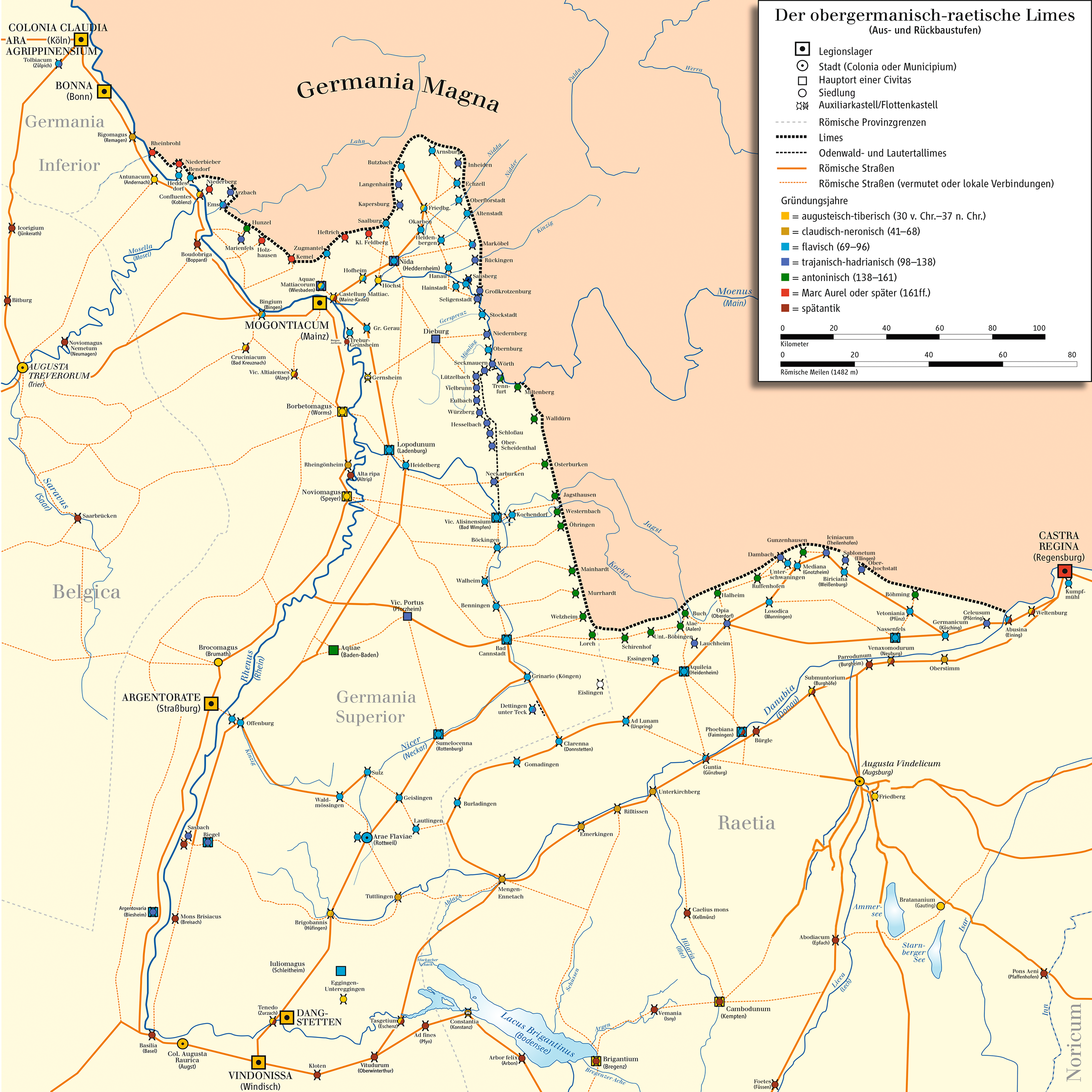
Die Lage von Weißenburg am Obergermanisch-Raetischen Limes

Die nur kurzfristig belegte Anlage wurde auf einem großen, flachen Plateau über dem Ausgang des Rohrbachtales errichtet und orientierte sich mit seiner Längsseite in nordwestlich-südöstlicher Richtung. An gleicher Stelle befand sich zuvor eine mittel- bis spätlatènezeitliche Gehöftsiedlung und nahebei eine Viereckschanze.
Der trockene Sommer des Jahres 1976 ermöglichte es dem Luftbildarchäologen Otto Braasch, in der damals noch unbebauten Flur „Breitung“ die Doppelgräben des großen Holz-Erde-Lagers wahrzunehmen. Im gleichen Zuge fand sich auch die keltische Viereckschanze, von der obertägig ebenfalls nichts erhalten geblieben war.
Noch im September 1976 konnten mit dem Bagger sieben Suchschnitte durch das Grabenwerk des Kastells gelegt werden. Im Sommer 1978 wurde bekannt, dass eine Fläche von über 9000 Quadratmetern im südwestlichen Kastellbereich durch den 1981 begonnenen Bau eines neuen Kreiskrankenhauses (heute Klinikum Altmühlfranken) zerstört werden sollte. Die nun anlaufenden Grabungen fanden mit Unterbrechungen vom 28. Februar bis zum 1. Juni 1979 statt und standen unter der örtlichen Leitung des Grabungstechnikers Ferdinand Leja von der Außenstelle Nürnberg des Bayerischen Landesamtes für Denkmalpflege. Die wissenschaftliche Leitung hatte der Archäologe Harald Koschik inne. Nach dem großflächigen Oberbodenabtrag und dem Anlagen dreier Testflächen zeigten sich für Leja und Koschik auf dem Planum keinerlei Spuren einer Innenbebauung. Zudem wurde dort kein einziges Fundstück geborgen. Auf eine weitere Untersuchung des Kastellinneren konnte somit verzichtet werden. Nun wurden erneut Baggerschnitte durch den Doppelgraben gezogen, sowohl an der Südwestecke als auch unmittelbar östlich des Südtores.
In zwei weiteren Grabungskampagnen, die in den Jahren 1984 und 1985 stattfanden, gelang es dem Archäologen Claus-Michael Hüssen, den Ostteil des Kastells, rund ein Viertel der Gesamtanlage, zu untersuchen. Mit den Grabungen von 1986 sowie 1989 bis 1991, die ebenfalls von Hüssen in Zusammenarbeit mit der Römisch-Germanischen Kommission geleitet wurden, konnte das Lager anschließend fast vollständig untersucht werden. Im Gegensatz zu Leja und Koschik konnte Hüssen den Nachweis einer hölzernen Innenbebauung liefern, und das sogar unmittelbar neben der 1979 aufgezogenen Fläche.
Diese Grabungen waren notwendig geworden, da das Bodendenkmal einem geplanten Neubaugebiet und einer Umgehungsstraße im Wege stand. Die Auswertung der Befunde und des geringen römischen sowie des reichen latènezeitlichen Fundmaterials erfolgte an der von Hüssen seit 1990 geleiteten Außenstelle Ingolstadt der Römisch-Germanischen Kommission. In Weißenburg war es den Archäologen erstmals in Deutschland möglich, ein solch großes einphasiges Holz-Erde-Kastell mit seiner Innenbebauung aus Pfostenbauten vollständig zu untersuchen.

## Baugeschichte

Das Holz-Erde-Kastell mit Eintrag der Grabungsergebnisse von 1976 bis 1985

### Umwehrung
Das östliche der beiden Weißenburger Kastelle wurde als rechteckige, etwas in sich verschobene, 240 × 160 Meter (= knapp 3,2 Hektar) große Holz-Erde-Anlage errichtet. Typisch für die Grundform mittelkaiserzeitlicher Kastelle waren die abgerundeten vier Ecken (Spielkartenform).
Der Garnisonsort war von zwei Spitzgräben umschlossen, von denen der innere in einer Breite von bis zu 4,5 Metern und einer Tiefe von bis zu 1,4 Metern erhalten war, der äußere in einer Breite von bis zu 4,0 Metern und einer Tiefe von bis zu 1,3 Metern. Diese Gräben besaßen einen Böschungswinkel zwischen 35 und 45 Grad und waren in einen sehr harten anstehenden Kalkschuttboden eingetieft, der stellenweise mit Sand- und Lehmlinsen durchsetzt war. Die Härte des Bodens machte die Grabenwände äußerst standfest. Die im Verhältnis geringe Tiefe der Gräben kann unter anderem auch durch einen hohen Grundwasserspiegel erklärt werden. Ursache hierfür ist eine Tonbank unterhalb der Kalkschuttschicht, die das Wasser staut.
An allen vier Seiten war je eine doppelspurige Tordurchfahrt errichtet worden, die von der Spina geteilt wurden. Diese Spina trug auch die Torbrücke, welche die das Tor flankierenden Türme verband. Vor diesen Toren setzten die beiden Umfassungsgräben jeweils aus, doch wurde die direkte Zufahrt zum Tor durch kurze, vorgelagerte Gräben (Titula) unterbunden. Hüssen nahm an, dass die aufgehende Befestigung des Kastells aus einer rund vier bis fünf Meter breiten Rasensodenmauer mit aufgesetzter Brustwehr bestand. Von alledem hatten sich jedoch keinerlei Spuren erhalten. Von den aus Holz errichteten Wehrbauten blieben nur spärliche Reste erhalten. Im Bereich des Westtores waren noch die Pfostengruben der Spina, die in den gewachsenen Boden eingetieft waren, feststellbar und auch am Osttor waren noch Spuren der hölzernen Tortürme und der Spina erkennbar. In der Nordostecke ließen sich noch tiefe Pfostengruben eines rund 5 × 5 Meter großen Eckturms untersuchen.

### Innenbebauung
Der etwas schiefwinkelige Grundriss der Umwehrung bestimmte auch das Aussehen die Innenbebauung. Wie die Wehrgräben waren auch die Lagerbaracken, Verwaltungsgebäude und möglichen Magazinbauten einphasig. Lediglich einzelne Pfosten der deutlich erkennbaren Holzbauten sind während der Nutzungsdauer ausgewechselt worden. Die Kurzfristigkeit des Lagers lässt sich auch an der Tatsache festmachen, dass die Archäologen keinerlei Versorgungseinrichtungen wie Brunnen, Zisternen, Abwasserkanäle oder Ähnliches finden konnten. Selbst Abfallgruben waren nicht zu entdecken. Von den Zentralbauten wie den Principia (Stabsgebäude) fanden sich keinerlei Spuren im tief umgepflügten Humus. Möglicherweise waren diese Gebäude im Gegensatz zu den umgebenden Baracken in einer anderen Bauweise errichtet worden. Denkbar wäre eine Gründung auf Schwellbalken- oder Pfostengräben.

## Truppe
Der vollständig vorliegende Plan des Lagers lässt Aussagen über Stärke und Zusammensetzung der stationierten Truppe zu. So ist nach Anzahl und Innengliederung der Bauten an eine Cohors milliaria equitata zu denken. Der Ausgräber Claus-Michael Hüssen vermutet, dass möglicherweise die inschriftlich für Weißenburg bezeugte Cohors IX Batavorum equitata milliaria exploratorum hier Garnison genommen haben könnte. Die Inschrift stammt von einem bis 1892 an der Weißenburger Andreaskirche vermauerten Votivaltar für Jupiter.

## Ende sowie vor- und nachkastellzeitliche Funde
Mit dem planmäßigen Abzug der Truppe und der Räumung des Lagers wurden auch die Holzbauten im Inneren der Umwehrung wenigstens teilweise niedergelegt. Die Kastellgräben müssen jedoch offen geblieben sein und haben sich langsam auf natürliche Weise verfüllt. In den dabei entstandenen unteren Einschwemmschichten fanden sich einige Fundstücke aus der zweiten Hälfte des 2. Jahrhunderts. Zusammen mit diesen Befunden kamen Knochen ans Licht. Bereits Koschik hatte 1979 am Südtor Knochenfragmente von fünf Männern und einem Kind, Skelettreste von zwei Pferden und einem Hund freigelegt. Auch Hüssen konnte bis 1985 einen ähnlichen Befund feststellen. Um die nachkastellzeitlichen Funde lagen verstreut Menschen- und Tierknochen. Der Archäologe mutmaßte zunächst, dass dieses Material in Zusammenhang mit kriegerischen Ereignissen während der Markomannenkriege (166–180) gesehen werden könnte. Inzwischen ist klar, dass zumindest die Menschenknochen aus der mittel- bis spätlaténezeitlichen Gehöftsiedlung stammen, die zuvor an diesem Platz stand.

## Datierung
Trotz des recht spärlichen Fundmaterials legte sich Hüssen nach Abschluss der Ausgrabungen zunächst auf eine kurze Nutzung des Lagers während der Regierungszeiten der Kaiser Trajan und Hadrian fest, wobei das Ende des Lagers „spätestens in spättrajanisch-frühhadrianischer Zeit“, also etwa zwischen 110 und 120 n. Chr., erfolgt sei. Die geringe Menge an Funden ist wohl auf die planmäßige Räumung des Kastells zurückzuführen. Da aus den Grabungen nur fünf Scherben der gut datierbaren Terra Sigillata vorliegen, erwies sich eine genauere Datierung bei der endgültigen Auswertung des Fundmaterials jedoch als schwierig. In geringem Maße aussagekräftig sind immerhin die Scherben von zwei südgallischen Terra-Sigillata-Gefäßen der Formen Dragendorff 18 und 27, da die Produkte der südgallischen Sigillata-Töpfereien im Laufe des 2. Jahrhunderts vom obergermanischen und raetischen Markt verdrängt wurden. Die erhaltenen Scherben von Terra Sigillata, sonstiger Feinkeramik und Gebrauchskeramik umfassen keine Formen, die sich zeitlich eng eingrenzen lassen. Als grundsätzlicher Anhaltspunkt für die Datierung des Kastells kann lediglich die Tatsache dienen, dass keine Formen vorliegen, die nach dem frühen 2. Jahrhundert nicht mehr produziert wurden, und ebenso keine Keramikformen vertreten sind, die erst nach den Markomannenkriegen in den 170er Jahren n. Chr. auftraten. Die Fundplätze, deren Keramikspektrum dem des Holz-Erde-Kastells auf der Breitung am ähnlichsten ist, sind das Fahnenheiligtum (Sacellum) im Kastell Aquileia (heute Heidenheim an der Brenz) und ein Fundkomplex aus dem Tempelbezirk von Faimingen. Aufgrund dieser Parallelen kam Hüssen in der endgültigen Gesamtpublikation seiner Grabungsergebnisse zu dem Ergebnis, dass das Kastell am ehesten in das dritte Viertel des 2. Jahrhunderts zu datieren sein dürfte.

## Denkmalschutz
Die eingetragenen Bodendenkmäler mit der Nummer D-5-6931-0385, zu der auch das Holz-Erde-Kastell auf der Breitung in Weißenburg gehört, sowie alle weiteren erwähnten Anlagen sind im Sinne des Bayerischen Denkmalschutzgesetzes (BayDSchG) geschützt. Nachforschungen und gezieltes Sammeln von Funden sind erlaubnispflichtig, Zufallsfunde sind den Denkmalbehörden anzuzeigen.